# پیام‌دهی در زیست‌شناسی

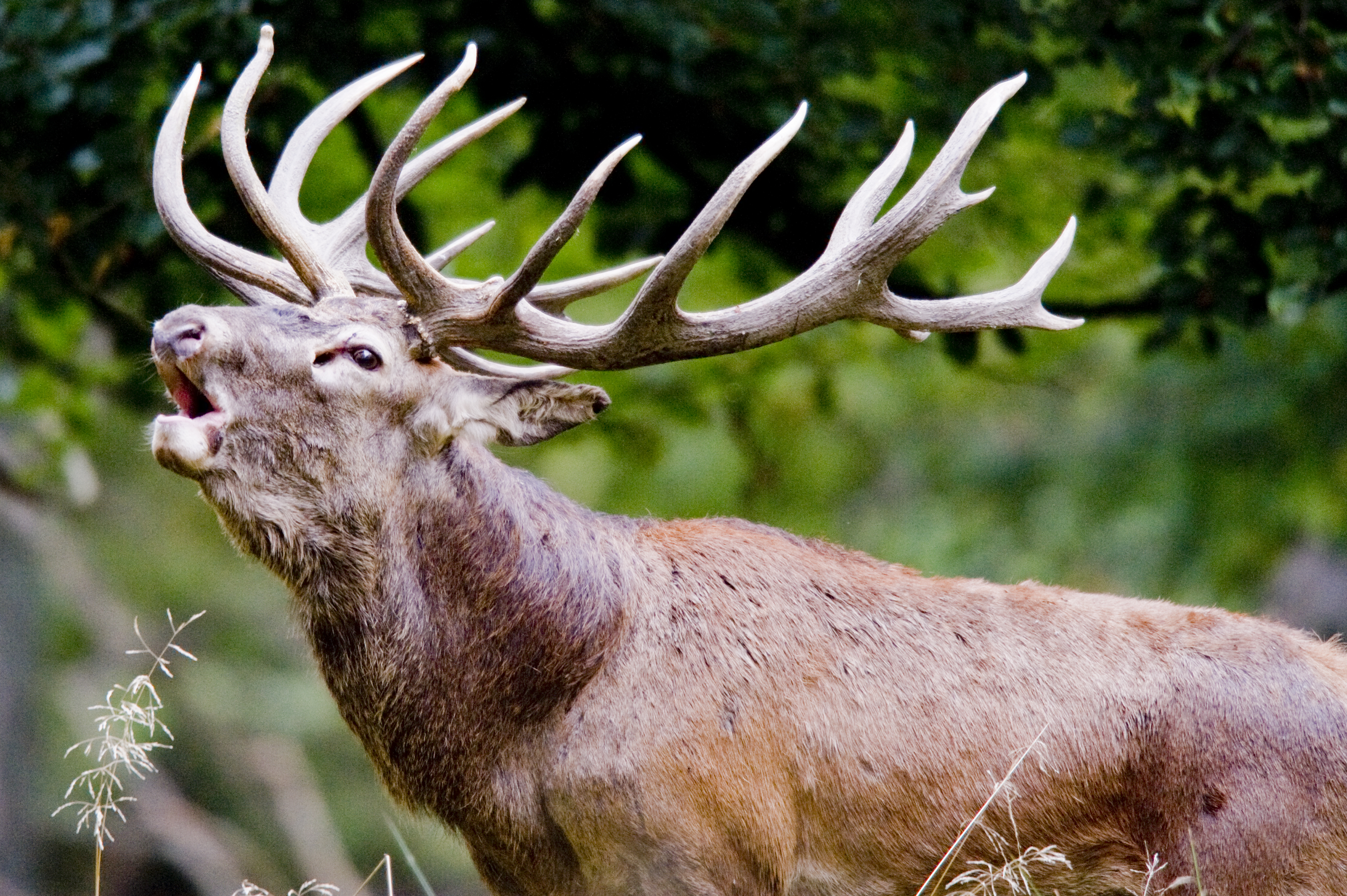
مرال با علامت‌دهی به صورت غرش در فصل جفت‌گیری توان و جثه خود را صادقانه به نمایش می‌گذارد، چنین عملی گاهی نیاز به مبارزه با رقیب را کاهش می‌دهد

پیام‌دهی در زیست‌شناسی (انگلیسی: Advertising in biology) فرایند به اجرا گذاشتن رفتار نمایشی توسط جانوران یا گیاهان مختلف برای علامت‌دهی است که می‌تواند نشانه‌هایی حاکی از اخطار، جلب‌توجه یا راهنمایی را دربرداشته باشد. چنین پیام‌هایی ممکن است صادقانه و در راستای جذب موجودات دیگر باشد. گل‌ها و سایر گیاهان با ارائه رنگ‌های بدیع و رایحه‌های مختلف برای جذب گرده‌افشان‌هایی مثل زنبورها، در واقع، شیوه‌ای از پیام‌دهی در زیست‌شناسی را به اجرا می‌گذارند.